# (4507) Petercollins
(4507) Petercollins es un asteroide perteneciente al cinturón de asteroides, descubierto el 19 de marzo de 1990 por Hitoshi Shiozawa y el también astrónomo Minoru Kizawa desde el Fujieda Observatory, Fujieda, Japón.

## Designación y nombre
Designado provisionalmente como 1990 FV. Fue nombrado Petercollins en honor al astrónomo aficionado estadounidense Peter L. Collins.

## Características orbitales
Petercollins está situado a una distancia media del Sol de 2,869 ua, pudiendo alejarse hasta 2,896 ua y acercarse hasta 2,842 ua. Su excentricidad es 0,009 y la inclinación orbital 2,663 grados. Emplea 1775 días en completar una órbita alrededor del Sol.

## Características físicas
La magnitud absoluta de Petercollins es 11,9. Tiene 11,024 km de diámetro y su albedo se estima en 0,277.